# بالاستاره‌ایان
بالاستاره‌ایان (به لاتین: Superasterids) اعضای یک کلاد بزرگ (گروه تک‌تباری) از گیاهان گلدار هستند که دربر گیرندهٔ بیش از ۱۲۲۰۰۰ گونه است.
کلاد طبق تعریف سیستم APG IV به ۲۰ راسته تقسیم می‌شود. این راسته‌ها به نوبهٔ خود حدود ۱۴۶ خانواده را دربر می‌گیرد.
این نام بر پایهٔ نام " Asteridae " است که معمولاً به عنوان یک زیررده شناخته می‌شد.